# Електромагнітна хвиля
Електромагні́тна хви́ля — процес розповсюдження електромагнітної взаємодії в просторі у вигляді змінних зв'язаних між собою електричного та магнітного полів. Прикладами електромагнітних хвиль є світло, радіохвилі, рентгенівські промені, гамма-промені. Загальні властивості електромагнітних хвиль вивчаються в розділі фізики, що називається класичною електродинамікою, специфічні — в інших розділах фізики, таких як радіофізика, оптика, спектроскопія, атомна фізика, ядерна фізика тощо.

## Візуалізація електромагнітної хвилі
Уявимо два заряджені тіла в просторі: одне з позитивним зарядом (плюс), інше з негативним (мінус). Якщо помістити десь третє заряджене тіло (наприклад, теж позитивне), воно почне рухатися — притягуватиметься до мінуса й відштовхуватиметься від плюса. Для кожної точки простору можна намалювати стрілку (вектор), яка показує напрямок і силу, з якою поле діє на таке третє тіло. Цей набір векторів у всьому просторі є візуалізацією електричного поля. Його часто зображають як лінії напруженості — вигнуті криві, що починаються на плюсі й закінчуються на мінусі. По всій лінії напрям вектору E плавно міняється.
Електричне поле E — це не математична підпорка, а реальна властивість простору. Воно взаємодіє з речовинами: наприклад, у провіднику лінії напруженості "збираються" (здебільшого на поверхні). У діелектрику лінії "розріджуються". Метафорично це схоже на пружну тканину: вектори поля "прагнуть" бути схожими на сусідні (мати подібну довжину і напрямок) — напруженість хоче вирівнятися. У діелектрику це "прагнення" сильніше. "Пружність" поля пояснює, чому в ньому можуть поширюватися хвилі.

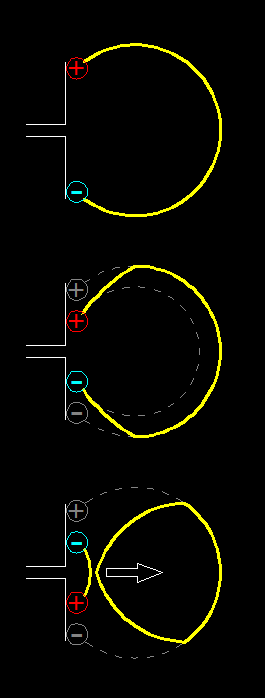
Стадії формування електромагнітної хвилі на прикладі дипольної антени

Розглянемо дипольну антену, де верхня частина заряджена позитивно, а нижня — негативно. Лінії напруженості з'єднують їх дугами. Коли заряди починають рухатися назустріч один одному, лінії перебудовуються не миттєво — по них біжить "згин"(англійською — kink). Коли заряди зустрічаються посередині й міняються місцями, лінія мала б "перетнутися" сама з собою, але замість цього утворюються дві близькі лінії з протилежними напрямками векторів. Таке близьке розташування несхожих векторів створює напругу: лінії "відштовхуються", і частина поля "відривається" від антени, починаючи поширюватися в просторі в усіх напрямках. Це початок електромагнітної хвилі — коливання векторів E вгору-вниз, що мандрує геть. Зазвичай це зображають як синусоїду, але картина потребує доповнення.

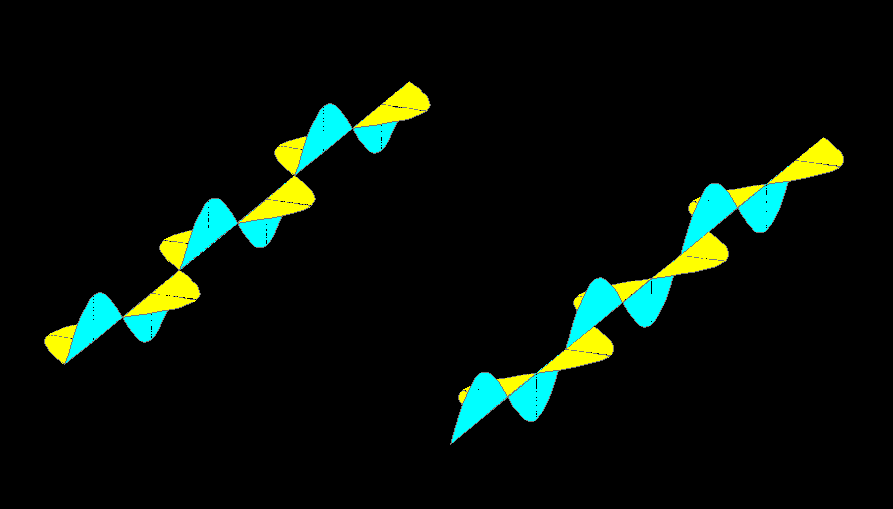
Візуалізація вектору E як двох складових перпендикулярних компонент та зсуву фази між ними
Зліва показаний нульовий зсув фази, що утворює лінійну поляризацію хвилі. Сума векторів дасть диагональне коливання в одній площині.
Зправа зсув фази на півхвилі, що призводить до кругової поляризації. Вектор буде закручуватися по спиралі у простір.

В намальованій дипольній антені заряди коливаються вертикально. Але припустимо що вони можуть коливатися й горизонтально. Вектор E може коливатися одразу в двох координатних вісях, а третя — напрямок поширення хвилі. Це візуалізують як дві перпендикулярні синусоїди, дві компоненти, рознесені по одній на вісь, сума яких дає загальний вектор E. Зсув у часі (зсув фаз) коливання компонент обумовлює поляризацію хвилі: лінійна (коливання в одній площині), еліптична (проміжна) або кругова (спираль).
Щоб отримати повну картину, врахуемо спеціальну теорію відносності. Якщо заряджене тіло рухається відносно спостерігача, то тіло й поле "сплющуються" в напрямку руху через релятивістські ефекти. Лінії поля змінюються: в напрямку руху лінії напруженості лишаються майже такими ж, але перпендикулярно до руху вони "стискаються" — поле стає сильнішим збоку. Додаткову силу в цих напрямках показують вектором магнітної індукції B, яке завжди супроводжує рух зарядів. Таким чином, електромагнітна хвиля — це не тільки коливання E, а й перпендикулярне до нього коливання B. Разом вони утворюють дві взаємопов'язані синусоїди.
Це якісний обзорний опис електромагнітної хвилі. Кількісний математичний опис дають рівняння Максвелла, розглянуті далі.

## Рівняння
Електромагнітні хвилі описуються загальними для електромагнітних явищ рівняннями Максвелла. Навіть у випадку відсутності у просторі електричних зарядів і струмів рівняння Максвелла мають відмінні від нуля розв'язки. Ці розв'язки описують електромагнітні хвилі.
У випадку відсутності зарядів і струмів рівняння Максвелла набирають наступного виду:
{\displaystyle {\text{rot}}\,\mathbf {H} ={\frac {1}{c}}{\frac {\partial \mathbf {E} }{\partial t}}},
{\displaystyle {\text{rot}}\,\mathbf {E} =-{\frac {1}{c}}{\frac {\partial \mathbf {H} }{\partial t}}},
{\displaystyle {\text{div}}\,\mathbf {H} =0},
{\displaystyle {\text{div}}\,\mathbf {E} =0}.
Застосовуючи операцію rot до перших двох рівнянь можна отримати окремі рівняння для визначення напруженості електричного і магнітного полів
{\displaystyle \Delta \mathbf {H} -{\frac {1}{c^{2}}}{\frac {\partial ^{2}\mathbf {H} }{\partial t^{2}}}=0}
- {\displaystyle \Delta \mathbf {E} -{\frac {1}{c^{2}}}{\frac {\partial ^{2}\mathbf {E} }{\partial t^{2}}}=0}

Ці рівняння мають типову форму хвильових рівнянь. Їхніми розв'язками є суперпозиція виразів наступного типу
- {\displaystyle \mathbf {E} =\mathbf {E} _{0}\cos(\mathbf {k} \cdot \mathbf {r} -\omega t-\varphi )},

{\displaystyle \mathbf {H} =\mathbf {H} _{0}\cos(\mathbf {k} \cdot \mathbf {r} -\omega t-\varphi )},
де {\displaystyle \mathbf {k} } — певний вектор, який називається хвильовим вектором, ω — число, яке називається циклічною частотою, φ — фаза. Величини {\displaystyle \mathbf {E} _{0}} та {\displaystyle \mathbf {H} _{0}} є амплітудами електричної та магнітної компоненти електромагнітної хвилі. Вони взаємно перпендикулярні й рівні за абсолютною величиною. Фізична інтерпретація кожної із введених величин дається нижче.

## Характеристики
У вакуумі електромагнітна хвиля розповсюджується зі швидкістю, яка називається швидкістю світла. Швидкість світла є фундаментальною фізичною константою, яка позначається латинською літерою c. Згідно з основним постулатом теорії відносності швидкість світла є максимально можливою швидкістю передачі інформації чи руху тіла. Ця швидкість становить 299 792 458 м/с.
Електромагнітна хвиля характеризується частотою. Розрізняють лінійну частоту ν й циклічну частоту ω = 2πν. В залежності від частоти електромагнітні хвилі належать до одного зі спектральних діапазонів.
Іншою характеристикою електромагнітної хвилі є хвильовий вектор {\displaystyle \mathbf {k} }. Хвильовий вектор визначає напрямок розповсюдження електромагнітної хвилі, а також її довжину. Абсолютне значення хвильового вектора називають хвильовим числом.
Довжина електромагнітної хвилі {\displaystyle \lambda =2\pi /k}, де k — хвильове число.
Довжина електромагнітної хвилі зв'язана з частотою через закон дисперсії. У порожнечі цей зв'язок простий:
{\displaystyle \lambda \nu =c}.
Часто дане співвідношення записують у вигляді
{\displaystyle \omega =ck}.
Електромагнітні хвилі з однаковою частотою й хвильовим вектором можуть розрізнятися фазою.
У порожнечі вектори напруженості електричного й магнітного полів електромагнітної хвилі обов'язково перпендикулярні до напрямку розповсюдження
хвилі. Такі хвилі називаються поперечними хвилями.
Математично це описується рівняннями {\displaystyle \mathbf {k} \cdot \mathbf {E} =0} та {\displaystyle \mathbf {k} \cdot \mathbf {H} =0}.
Крім того, напруженості електричного й магнітного полів перпендикулярні одна до одної й завжди в будь-якій точці простору рівні за абсолютною величиною: E = H. Якщо вибрати систему координат таким чином, щоб вісь z збігалася з напрямком поширення електромагнітної хвилі, існуватимуть дві різні можливості для напрямків векторів напруженості електричного поля. Якщо електричне поле направлене вздовж осі x, то магнітне поле буде направлене вздовж осі y, і навпаки. Ці дві різні можливості не виключають одна одну й відповідають двом різним поляризаціям. Детальніше це питання розбирається в статті Поляризація електромагнітної хвилі.

## Спектральні діапазони

Спектральні діапазони з виділеним видимим світлом

В залежності від частоти чи довжини хвилі (ці величини пов'язані між собою), електромагнітні хвилі відносять до різних діапазонів. Хвилі в різних діапазонах
різним чином взаємодіють з фізичними тілами.
Електромагнітні хвилі з найменшою частотою (або найбільшою довжиною хвилі) належать до радіодіапазону. Радіодіапазон використовується для передачі сигналів на віддаль за допомогою радіо, телебачення, мобільних телефонів. У радіодіапазоні працює радіолокація. Радіодіапазон розділяється на метровий, дециметровий, сантиметровий, міліметровий, в залежності від довжини електромагнітної хвилі.
Електромагнітні хвилі з вищою частотою належать до інфрачервоного діапазону. В інфрачервоному діапазоні лежить теплове випромінювання тіла. Реєстрація цього випромінювання лежить в основі роботи приладів нічного бачення. Інфрачервоні
хвилі застосовуються також для вивчення теплових коливань у тілах і допомагають встановити атомну структуру твердих тіл, газів та рідин.
Електромагнітне випромінювання з довжиною хвилі від 400 нм до 760 нм належать до діапазону видимого світла. В залежності від частоти й довжини хвилі
видиме світло розрізняється за кольорами.
Хвилі з довжиною меншою за 400 нм називаються ультрафіолетовими. Людське око їх не розрізняє, хоча їхні властивості не дуже відрізняються від властивостей хвиль видимого діапазону. Більша частота, а, отже, й енергія квантів такого світла призводить до більш руйнівної дії ультрафіолетових хвиль на біологічні об'єкти. Земна поверхня захищена від шкідливої дії ультрафіолетових хвиль озоновим шаром. Для додаткового захисту природа наділила людей темною шкірою. Проте ультрафіолетові промені потрібні людині для продукування вітаміну D. Саме тому люди в північних широтах, де інтенсивність ультрафіолетових хвиль менша, втратили темне забарвлення шкіри.
Електромагнітні хвилі ще вищої частоти належать до рентгенівського діапазону. Вони називаються так тому, що їх відкрив Вільгельм Рентген, вивчаючи випромінювання, яке утворюється при гальмуванні електронів. В закордонній літературі такі хвилі заведено називати X-променями, поважаючи бажання Рентгена, щоб промені не називали його іменем. Рентгенівські хвилі слабо взаємодіють із речовиною, сильніше поглинаються середовищем із більшою густиною. Цей факт використовується в медицині для рентгенівської флюорографії. Рентгенівські хвилі застосовуються також для елементного аналізу та вивчення структури кристалічних тіл.
Найвищу частоту й найменшу довжину мають γ-промені. Такі промені утворюються внаслідок ядерних реакцій і реакцій між елементарними частинками. γ-промені мають велику руйнівну дію на біологічні об'єкти. Проте вони використовуються у фізиці для вивчення різних характеристик атомного ядра.

## Енергія електромагнітної хвилі
Енергія електромагнітної хвилі визначається сумою енергій електричного й магнітного поля. Густина енергії в певній точці простору задається виразом:
{\displaystyle w={\frac {1}{8\pi }}(E^{2}+H^{2})}.
Усереднена по часу густина енергії дорівнює.
{\displaystyle w={\frac {1}{16\pi }}(E_{0}^{2}+H_{0}^{2})},
де E0 = H0 — амплітуда хвилі.
Важливе значення має густина потоку енергії електромагнітної хвилі. Вона зокрема визначає світловий потік у оптиці. Густина потоку енергії електромагнітної хвилі задається вектором Умова-Пойнтінга.
{\displaystyle \mathbf {S} ={\frac {c}{4\pi }}[\mathbf {E} \times \mathbf {H} ]} у СГС
{\displaystyle \mathbf {S} =[\mathbf {E} \times \mathbf {H} ]} у ISQ

## Електромагнітна хвиля в середовищі
Розповсюдження електромагнітних хвиль у середовищі має ряд особливостей порівняно із розповсюдженням у вакуумі. Ці особливості зв'язані із властивостями середовища й загалом залежать від частоти електромагнітної хвилі. Електрична та магнітна складова хвилі викликають поляризацію й намагнічування середовища. Цей відгук середовища неоднаковий у випадку малої й великої частоти. При малій частоті електромагнітної хвилі, електрони й іони речовини встигають відреагувати на зміну інтенсивності електричного й магнітного полів. Відгук середовища відслідковує часові коливання у хвилі. При великій частоті електрони й іони речовини не встигають зміститися протягом періоду коливання полів у хвилі, а тому поляризація та намагнічення середовища набагато менші.
Електромагнітне поле малої частоти не проникає в метали, де багато вільних електронів, які зміщуються таким чином, що повністю гасять електромагнітну хвилю. Електромагнітна хвиля починає проникати в метал при частоті більшій за певну частоту, яка називається плазмовою частотою. При частотах менших за плазмову частоту електромагнітна хвиля може проникати в поверхневий шар металу. Це явище називається скін-ефектом.
У діелектриках змінюється закон дисперсії електромагнітної хвилі. Якщо в порожнечі електромагнітні хвилі розповсюджуються зі сталою амплітудою, то у середовищі вони затухають, внаслідок поглинання. При цьому енергія хвилі передається електронам чи іонам середовища. Загалом закон дисперсії за відсутності магнітних ефектів набирає вигляду
{\displaystyle k^{2}=\varepsilon (\omega ){\frac {\omega ^{2}}{c^{2}}}}
де хвильове число k — загалом комплексна величина, уявна частина якої описує зменшення амплітуди електромагнітної хвилі,
{\displaystyle \varepsilon (\omega )} — залежна від частоти комплексна діелектрична проникність середовища.
В анізотропних середовищах напрямок векторів напруженості електричного та магнітного полів не обов'язково перпендикулярний напрямку розповсюдження хвилі. Проте напрямок векторів електричної та магнітної індукції зберігає цю властивість.
У середовищі при певних умовах може розповсюджуватися ще один тип електромагнітної хвилі — поздовжня електромагнітна хвиля, для якої напрям вектора напруженості електричного поля збігається із напрямком розповсюдження хвилі.

## Корпускулярно-хвильовий дуалізм
На початку двадцятого століття для того, щоб пояснити спектр випромінювання абсолютно чорного тіла, Макс Планк припустив, що електромагнітні хвилі випромінюються квантами з енергією пропорційною частоті. Через кілька
років Альберт Ейнштейн, пояснюючи явище фотоефекту розширив цю ідею, припустивши, що електромагнітні хвилі поглинаються такими ж квантами.
Таким чином, стало зрозумілим, що електромагнітні хвилі характеризуються деякими властивостями, які раніше приписувалися
матеріальним частинкам, корпускулам.
Ця ідея отримала назву корпускулярно-хвильового дуалізму.

## Шкала електромагнітних хвиль
| Довжина, м  | Частота, Гц   | Найменування                         |
| 106−104     | 3∙102−3∙104   | Наддовгі                             |
| 104−103     | 3∙104−3∙105   | Довгі (радіохвилі)                   |
| 103−102     | 3∙105−3∙106   | Середні (радіохвилі)                 |
| 102−101     | 3∙106−3∙107   | Короткі (радіохвилі)                 |
| 101−10−1    | 3∙107−3∙109   | Ультракороткі                        |
| 10−1−10−2   | 3∙109−3∙1010  | Телебачення (НВЧ)                    |
| 10−2−10−3   | 3∙1010−3∙1011 | Радіолокація (НВЧ)                   |
| 10−3−10−6   | 3∙1011−3∙1014 | Інфрачервоне випромінювання          |
| 10−6−10−7   | 3∙1014−3∙1015 | Видиме світло                        |
| 10−7−10−9   | 3∙1015−3∙1017 | Ультрафіолетове випромінювання       |
| 10−9−10−12  | 3∙1017−3∙1020 | Рентгенівське випромінювання (м'яке) |
| 10−12−10−14 | 3∙1020−3∙1022 | Гамма-випромінювання (жорстке)       |
| ≤10−14      | ≥3∙1022       | Космічні промені                     |